# (9199) 1993 FO1
A (9199) 1993 FO1 a Naprendszer kisbolygóövében található aszteroida. Ueda Szeidzsi és Kaneda Hirosi fedezte fel 1993. március 25-én.